# 개구쟁이 데니스 (애니메이션)
개구쟁이 데니스(영어: Dennis the Menace)는 DIC 엔터테인먼트(현 와일드브레인)가 제작한 미국의 애니메이션이다. 동명의 만화를 원작으로 한다. 1986년 9월 22일부터 1988년 3월 26일까지 총 78화로 방영되었다.
대한민국에서는 1994년부터 1995년까지 KBS에서 방영되었다.

## 등장인물
- 데니스 미첼
- 헨리 미첼
- 앨리스 미첼
- 조지 윌슨
- 마사 윌슨
- 조이 맥도날드
- 마거릿 와드
- 기나 길로티
- 피비 카파
- 제이 웰던
- 러프
- 지나